# علم الدلالة الشكلي
في المعلوماتية النظرية، علم الدلالة الشكلي formal semantics هو الحقل الذي يهتم بالدراسة الرياضية البحتة لمعنى لغات البرمجة ونماذج التحسيب.
يعطى علم الدلالة الشكلي للغة ما عن طريق نموذج رياضي يصف طرق التحسيب الممكنة التي توصف بهذه اللغة.